# Hatem Ghoula
Hatem Ghoula (àrab: حاتم غولا, Ḥātim Ḡūlā) (París, 7 de juny 1973) és un atleta tunisià especialista en curses de marxa atlètica.
El seu èxit més important fou la medalla de bronze aconseguida als Campionats del Món de 2007. Té el rècord africà en 20 i 50 km marxa. Va participar en els Jocs Olímpics de 1996, 2000, 2004 i 2008.

## Resultats
| Any  | Competició                     | Seu                      | Resultat | Prova |
| ---- | ------------------------------ | ------------------------ | -------- | ----- |
| 1993 | Campionat del Món              | Stuttgart, Alemanya      | 32è      | 20 km |
| 1995 | Campionat del Món              | Göteborg, Suècia         | 30è      | 20 km |
| 1996 | Campionat d'Àfrica             | Yaoundé, Camerun         | 1r       | 20 km |
| 1996 | Jocs Olímpics                  | Atlanta, Estats Units    | 33è      | 20 km |
| 1997 | Campionat del Món              | Atenes, Grècia           | 9è       | 20 km |
| 1997 | Jocs del Mediterrani           | Bari, Itàlia             | 3r       | 20 km |
| 1997 | Jocs de la Francofonia         | Antananarivo, Madagascar | 1r       | 20 km |
| 1998 | Campionat d'Àfrica             | Dakar, Senegal           | 1r       | 20 km |
| 1999 | Jocs Panàrabs                  | Irbid, Jordània          | 1r       | 20 km |
| 2000 | Campionat d'Àfrica             | Alger, Algèria           | 1r       | 20 km |
| 2001 | Campionat del Món              | Edmonton, Canadà         | 10è      | 20 km |
| 2001 | Jocs del Mediterrani           | Radès, Tunísia           | 1r       | 20 km |
| 2001 | Jocs de la Francofonia         | Ottawa, Canadà           | 1r       | 20 km |
| 2002 | Copa del Món de marxa atlètica | Torí, Itàlia             | 9è       | 20 km |
| 2002 | Campionat d'Àfrica             | Radès, Tunísia           | 1r       | 20 km |
| 2003 | Campionat del Món              | París, França            | 14è      | 20 km |
| 2003 | Jocs Panafricans               | Abuja, Nigèria           | 1r       | 20 km |
| 2004 | Jocs Olímpics                  | Atenes, Grècia           | 11è      | 20 km |
| 2004 | Jocs Panàrabs                  | Alger, Algèria           | 1r       | 20 km |
| 2005 | Campionat del Món              | Hèlsinki, Finlàndia      | 5è       | 20 km |
| 2006 | Copa del Món de marxa atlètica | La Corunya, Espanya      | 4t       | 20 km |
| 2006 | Campionat d'Àfrica             | Bambous, Maurici         | 2n       | 20 km |
| 2007 | Jocs Panafricans               | Alger, Algèria           | 1r       | 20 km |
| 2007 | Campionat del Món              | Osaka, Japó              | 3r       | 20 km |